# Blattella lobiventris
Blattella lobiventris är en kackerlacksart som först beskrevs av Henri Saussure 1895.  Blattella lobiventris ingår i släktet Blattella och familjen småkackerlackor. Inga underarter finns listade.